# Procuraduría General de la República (Brasil)
El Procurador General de la República, en Brasil, es la autoridad responsable de la defensa legal de los intereses del gobierno federal en el país. Es nombrado por el Presidente de la República de entre los miembros de la carrera mayores de treinta y cinco años, y su nombre debe ser aprobado por mayoría absoluta del Senado Federal en audiencia pública. Tienen independencia funcional en el ejercicio de sus funciones y no están subordinados al Poder Ejecutivo. Tienen un mandato de dos años y pueden ser reelegidos. Entre sus atribuciones están ser jefe del Ministerio Público de la Unión y procurador general electoral y presidente del Consejo Nacional del Ministerio Público. Su remoción por el presidente de la República depende de la autorización del Senado.
De acuerdo con la Constitución Federal, el Procurador General debe ser oído siempre en las acciones de inconstitucionalidad y en todos los casos de competencia del Supremo Tribunal Federal. El Procurador General también puede interponer directamente una Acción de Inconstitucionalidad y acciones penales para denunciar a autoridades como diputados federales, senadores, ministros, el presidente y vicepresidente de la República. También puede proponer, ante el Supremo Tribunal Federal, representación para intervención en los Estados y en el Distrito Federal y, ante el Tribunal Superior de Justicia, el incidente de desplazamiento de jurisdicción para la federalización de casos de crímenes contra los derechos humanos.
Hasta el 17 de septiembre de 2019, Raquel Dodge fue Procuradora General de la República. Cuando terminó su mandato, el entonces presidente Jair Bolsonaro propuso a Augusto Aras para el cargo, y el Senado Federal lo aprobó. El 26 de septiembre de 2019, Aras juró como PGR en una ceremonia celebrada en el Palacio de Planalto. Al final de su mandato, la vicepresidenta del Consejo Superior del Ministerio Público Federal (CSMPF), Elizeta Ramos, asumió el cargo de forma interina el 27 de septiembre de 2023. Permaneció en el cargo hasta que asumió el actual titular de la PGR, Paulo Gonet Branco, designado por el presidente Luiz Inácio Lula da Silva y cuyo nombre fue aprobado por el Senado Federal con 65 votos a favor y 11 en contra.

## Historia
El cargo proviene de la Constitución brasileña de 1824 cuya denominación oficial era la de Fiscal de la Corona y Soberanía Nacional según el artículo 48 de la citada constitución.